# Brațul posterior al capsulei interne
Brațul posterior al capsulei interne (Crus posterius capsulae internae) reprezintă o porțiune a capsulei interne situată caudal de genunchiul capsulei interne, între talamus (aflat medial) și suprafața postero-medială a nucleului lenticular (aflată lateral). Brațul posterior este mai mare decât brațul anterior și este îndreptat înapoi și spre exterior.
Brațul posterior este format de radiația superioară talamică (formată din fibre ascendente) și fibre descendente.
- Fibrele descendente sunt formate din fibre corticospinale care provin în principal din girusul precentral. Aceste fibre fac parte din fasciculul piramidal. Fibrele corticospinale sunt situate în fascicule discrete aflate în cele două treimi anterioare ale brațului posterior. Din direcția anteroposterioară aranjamentul fibrelor este: fibre pentru membrele superioare (aflate anterior), trunchi (aflate la mijloc) și membrelor inferioare (aflate posterior), adică, corpul uman este reprezentat în capsulă internă într-o manieră longitudinală cu capul aflat anterior în genunchiul capsulei interne, iar restul în brațul posterior a capsulei interne. Observații mai recente arată ca fibrele anterioare ale brațului posterior - pentru membrul superior - sunt situate posterior în acest braț al capsulei interne. Alte fibre descendente sunt fibrele corticorubrice din cortexul frontal spre nucleul roșu, fibrele corticoreticulare din ariile senzoriomotorii ale cortexului cerebral spre formațiunea reticulară (în special spre punte și bulbul rahidian), și fibrele frontopontine care provin din cortexul frontal (în special din ariile frontale 4 și 6) și se termină în nucleele pontine.
- Radiația talamică superioară (pedunculului talamic superior)  se află în partea posterioară a brațului posterior și constă din fibre talamocorticale somestezice ascendente care formează radiația senzorială  și sunt formate din fibre ce provin din nucleele ventrale ale talamusului (nucleul ventral posterolateral și nucleul ventral posteromedial) si se termină în girusul postcentral al lobului parietal. Această radiație conține, de asemenea alte fibre talamoparietale ascendente de la alte nuclee talamice (pulvinar).  În radiația talamică superioară se află fibre a fasciculului subtalamic care trec transversal prin brațul posterior al capsulei interne (intersectând fibrele verticale) și conectează nucleul subtalamic cu globul palid. Radiația talamică superioară conține și fibrele parietotalamice descendente care provin din cortexul parietal și se termină în nucleele talamice ventrale și alte nuclee a talamusului, inclusiv pulvinar.